# Karumathampatti
Karumathampatti é uma panchayat (vila) no distrito de Coimbatore, no estado indiano de Tamil Nadu.

## Demografia
Segundo o censo de 2001,  Karumathampatti  tinha uma população de 26,162 habitantes. Os indivíduos do sexo masculino constituem 51% da população e os do sexo feminino 49%. Karumathampatti tem uma taxa de literacia de 69%, superior à média nacional de 59.5%: a literacia no sexo masculino é de 77% e no sexo feminino é de 62%. Em Karumathampatti, 10% da população está abaixo dos 6 anos de idade.